# Puchar Narodów Pacyfiku 2022
Puchar Narodów Pacyfiku 2022 – piętnasta edycja corocznego turnieju organizowanego pod auspicjami World Rugby dla drużyn z regionu Pacyfiku. Turniej odbył się pomiędzy 2 a 16 lipca 2022 roku i wzięły w nim udział cztery reprezentacje.
Z kompletem trzech zwycięstw w turnieju triumfowała reprezentacja Samoa.

## Informacje ogólne
Zawody powróciły do kalendarza imprez po dwuletniej przerwie spowodowanej pandemią COVID-19, a ich harmonogram został ogłoszony w marcu 2022 roku – miały one zostać rozegrane w lipcu tego roku na dwóch stadionach na Fidżi.
Cztery uczestniczące zespoły rywalizowały systemem kołowym, a stawkę trzech wyspiarskich reprezentacji uzupełniła po kilkunastu latach nieaktywności Australia A. Zwycięzca meczu zyskiwał cztery punkty, za remis przysługiwały dwa punkty, porażka nie była punktowana, a zdobycie przynajmniej czterech przyłożeń lub przegrana nie więcej niż siedmioma punktami premiowana była natomiast punktem bonusowym. Sędziowie zawodów.
Wszystkie mecze były transmitowane w Internecie.

## Mecze
| 2 lipca 202213:00 | Australia A                                                   | 26:31(7:19) | Samoa                                                                | ANZ Stadium, Suva Sędzia: Jaco Peyper |
| 2 lipca 202213:00 | Lonergan 9 (P 2pd) McReight 10 (2P) Tuttle 5 (P) Hodge 2 (pd) | 26:31(7:19) | Lam 5 (P) Leuila 5 (P) Taumateine 5 (P) Ah-Wong 10 (2P) Iona 6 (3pd) | ANZ Stadium, Suva Sędzia: Jaco Peyper |
| 2 lipca 202213:00 | Smith                                                         | 26:31(7:19) |                                                                      | ANZ Stadium, Suva Sędzia: Jaco Peyper |

| 2 lipca 202215:30 | Fidżi                                                                                 | 36:0(22:0) | Tonga | ANZ Stadium, Suva Sędzia: Ben O’Keeffe |
| 2 lipca 202215:30 | Tuicuvu 8 (P K) Ratuva 5 (P) Wainiqolo 5 (P) Ravouvou 5 (P) Habosi 5 (P) Tela 8 (4pd) | 36:0(22:0) |       | ANZ Stadium, Suva Sędzia: Ben O’Keeffe |
| 2 lipca 202215:30 | Tela                                                                                  | 36:0(22:0) |       | ANZ Stadium, Suva Sędzia: Ben O’Keeffe |

| 9 lipca 202212:00 | Samoa                                                                    | 34:18(10:18) | Tonga                                      | Churchill Park, Lautoka Sędzia: Graham Coooper |
| 9 lipca 202212:00 | Niuia 15 (3P) McFarland 5 (P) Manu 5 (P) Leuila 2 (pd) Alatimu 7 (2pd K) | 34:18(10:18) | Paea 5 (P) Poloniati 5 (P) Faiva 8 (pd 2K) | Churchill Park, Lautoka Sędzia: Graham Coooper |
| 9 lipca 202212:00 | Poloniati                                                                | 34:18(10:18) |                                            | Churchill Park, Lautoka Sędzia: Graham Coooper |

| 9 lipca 202215:30 | Fidżi                                                      | 18:32(13:15) | Australia A                                                                    | Churchill Park, Lautoka Sędzia: Wayne Barnes |
| 9 lipca 202215:30 | Ratuniyarawa 5 (P) Botia 5 (P) Tamanivalu 5 (P) Tela 3 (K) | 18:32(13:15) | Daugunu 5 (P) Pietsch 5 (P) Sinclair 5 (P) Williams 5 (P) Lonergan 12 (3pd 2K) | Churchill Park, Lautoka Sędzia: Wayne Barnes |

| 16 lipca 202212:00 | Tonga                                          | 22:39(8:18) | Australia A                                                                                    | Churchill Park, Lautoka Sędzia: Brendon Pickerill |
| 16 lipca 202212:00 | Moli 10 (2P) Fonokalafi 5 (P) Havili 7 (2pd K) | 22:39(8:18) | Daugunu 10 (2P) Gleeson 5 (P) Stewart 5 (P) Tuttle 5 (P) Donaldson 2 (pd) Lonergan 12 (3pd 2K) | Churchill Park, Lautoka Sędzia: Brendon Pickerill |
| 16 lipca 202212:00 | Halo                                           | 22:39(8:18) |                                                                                                | Churchill Park, Lautoka Sędzia: Brendon Pickerill |

| 16 lipca 202215:30 | Fidżi                                          | 20:23(17:3) | Samoa                        | Churchill Park, Lautoka Sędzia: Jordan Way |
| 16 lipca 202215:30 | Lomani 5 (P) Tuisue 5 (P) Volavola 10 (2pd 2K) | 20:23(17:3) | Lam 10 (2P) Iona 13 (2pd 3K) | Churchill Park, Lautoka Sędzia: Jordan Way |